# 先輩、その口紅塗らないで
『先輩、その口紅塗らないで』（朝: 선배、그립스틱바르지마요）は2021年1月18日から2021年3月9日までJTBCで放送されていた大韓民国のテレビドラマである。NAVERシリーズのウェブ小説を原作としている。日本では、CSチャンネルKNTVにて初めて放送された。

## あらすじ
コスメブランド「クラル」の3年目となるマーケターユン・ソンア（ウォン・ジナ）と1年目の後輩チェ・ヒョンスン（ロウン）が披露する“ワーク・ライフ・バランスロマンス”。

## 出演

### 主要人物
ユン・ソンア：ウォン・ジナ
化粧品ブランド「クラル」入社3年目のマーケティング担当。
チェ・ヒョンスン：ロウン（SF9）
入社1年目のマーケティング担当。
イ・ジェシン：イ・ヒョヌク
マーケティングチーム長。
イ・ヒョジュ：イ・ジュビン
新人フォトグラファー。
イ・ジェウン：イ・ギュハン
マーケティング常務。

## 日本での放送
- KNTV：2021年7月9日[9] - 2021年8月27日[10] （毎週金 20時00分 - 22時30分）※二話連続放送
  - 同上：2021年9月5日[11] - 2021年10月24日[12]（毎週日 14時00分 - 16時30分）※再放送、二話連続放送
  - 同上：2021年12月6日[13] - 2021年12月27日[14]（毎週月〜金 18時45分 - 20時00分）※再々放送
- LaLa TV：2022年3月15日 - 2022年4月5日（毎週月〜金 22時00分 - 23時30分）
  - 同上：2022年5月29日 - 2022年6月5日（毎週日 12時00分 - 翌0時00分）※再放送、8話連続放送
  - 同上：2022年7月19日 - 2022年8月9日（毎週月〜金 8時00分 - 9時30分）※再放送
- BSテレ東：2022年9月21日 - 2022年10月24日（毎週月〜金 15時54分 - 17時00分）※22話版で放送
- テレビ大阪：2022年11月11日 - 2022年12月13日（毎週月～金 9時30分 - 10時30分）※22話版で放送
- テレビせとうち：2022年12月21日 - 2023年1月31日（毎週月～金 14時30分 - 15時25分）※22話版で放送
- TBSチャンネル1：2023年6月1日 - 2023年6月20日（毎週月〜金 20時30分 - 22時50分）※二話連続放送
  - 同上：2023年6月27日（26日深夜） - 2023年6月6日（7日深夜）（毎週火～土 3時30分 - 5時50分（毎週月〜金 27時30分 - 29時50分））※再放送、二話連続放送
  - 同上：2023年7月24日 - 2023年8月2日（毎週月〜金 20時30分 - 22時50分）※再放送、二話連続放送
- テレビ東京：2023年6月19日（18日深夜） - 2023年12月25日（24日深夜）（毎週月 3時30分 - 4時30分（毎週日 27時30分 - 28時30分））※22話版で放送
- TBSチャンネル2：2023年7月6日 - 2023年7月17日（毎週月〜金 12時00分 - 14時20分）※二話連続放送